# Leiopsammodius gestroi
Leiopsammodius gestroi är en skalbaggsart som beskrevs av Clouet 1900. Leiopsammodius gestroi ingår i släktet Leiopsammodius och familjen Aphodiidae. Inga underarter finns listade i Catalogue of Life.